# Juliet Mitchell
Juliet Mitchell (Christchurch, Canterbury; 4 de octubre de 1940) es una psicoanalista feminista marxista británica.

## Vida y carrera
Mitchell nació en Nueva Zelanda en 1940, y se mudó a Inglaterra en 1944. Asistió al St Anne's College de Oxford, donde realizó estudios de grado en Inglés, desarrollando también trabajos de posgrado. Enseñó Literatura inglesa desde 1962 hasta 1970 en la Universidad de Leeds y en la Universidad de Reading.
En 1962 se casó con el historiador marxista inglés Perry Anderson, que en ese momento trabajaba para la New Left Review. En la década de los '60, Mitchell fue una activa progresista, y participó del comité editorial de la influyente Revista de la nueva izquierda.
Fue miembro del  Jesus College (Cambridge) y profesora de psicoanálisis y estudios de género en la Universidad de Cambridge, en 2010 fue nombrada Directora del Programa de Doctorado en Estudios Psiocoanáliticos del Área de Estudios de Psicoanálisis del University College de Londres (UCL).

## Pensamiento
A partir de un marxismo crítico, Mitchell consideraba que la vida de la mujer no solo estaba profundamente influida por el sistema de producción económica, sino también y principalmente por las modalidades reproductivas, la sexualidad y las dinámicas de socialización de los hijos, y defendía que socialismo y feminismo no mantenían posiciones opuestas sino que se desarrollaban en paralelo. La liberación femenina debía plantearse como una lucha global contra la estructura opresiva del sistema productivo y de género.

## Obra

### Monografías
- Mitchell, Juliet (1971). Woman's estate. Harmondsworth: Penguin. ISBN 9780140214253.

- Mitchell, Juliet (1974). Psychoanalysis and feminism: Freud, Reich, Laing, and women. Nueva York: Pantheon Books. ISBN 9780394474724.

reeditado como: Mitchell, Juliet (2000). Psychoanalysis and feminism: a radical reassessment of Freudian psychoanalysis. New York, New York: Basic Books. ISBN 9780465046089.
- Mitchell, Juliet (1984). Women, the longest revolution. New York, New York: Pantheon Books. ISBN 9780394725741.

- Mitchell, Juliet (2000). Mad Men and Medusas: Reclaiming Hysteria. Basic Books. pp. 380. ISBN 0465046134. Consultado el 22 de agosto de 2016.

- Mitchell, Juliet (2003). Siblings: sex and violence. Cambridge, UK Malden, Massachusetts: Polity Press. ISBN 9780745632216.

- Mitchell, Juliet (2007). «Feminine sexuality : Jacques Lacan and the École freudienne». Palgrave: 287. ISBN 0393302113.

### Libros
- Mitchell, Juliet; Oakley, Ann (1976). The rights and wrongs of women. Harmondsworth New York: Penguin. ISBN 9780140216165.

- Mitchell, Juliet (editor); Lacan, Jacques (autor); Rose, Jacqueline (traductora y editora) (1985). Feminine sexuality: Jacques Lacan and the école freudienne. New York London: Pantheon Books W.W. Norton. ISBN 9780393302110.

- Mitchell, Juliet; Oakley, Ann (1986). What is feminism?. Oxford, UK: Basil Blackwell. ISBN 9780631148432.

- Mitchell, Juliet (editor); Klein, Melanie (author) (1987). The selected Melanie Klein. Nueva York: Free Press. ISBN 9780029214817.

- Mitchell, Juliet; Oakley, Ann (1997). Who's afraid of feminism?: seeing through the backlash. Nueva York: New Press Distributed by W.W. Norton. ISBN 9781565843851.

- Mitchell, Juliet (2008). Frères et sœurs : sur la piste de l'hystérie masculine. París: éditions des femmes.

## Honores

### Membresías[11]
- British Psychoanalytic Council (Consejo Británico de Psicoanálisis).
- Asociación Psicoanalítica Internacional.